# Mario Conde (artista)
Mario Conde (La Paz, 1959) es un acuarelista boliviano, considerado uno de los más importantes de su país durante el siglo XX. En su trabajo se pueden ver elementos identitarios tomados de la cultura popular, con tintes oníricos y simbolismos aymaras. 

## Biografía
Mario Conde nació en la ciudad de La Paz, estudió en la Academia Nacional de Bellas Artes Hernando Siles donde se formó en las especialidades de pintura y grabado.
Conde inicialmente expuso sus obras al aire libre en el espacio de los artistas plásticos en la plaza Humboldt, un espacio público de la zona de Calacoto en La Paz en la que artistas exponen su arte al público desde finales de 1950. Ha realizado exposiciones en México, Paraguay, Ecuador y Estados Unidos. Respecto a las interpretaciones de su obra, el artista afirma:
 "El arte no es un tema de interpretación verbal, sino de sensaciones, de emociones, uno ve lo que quiere ver”

## Obra
La obra de Conde ha sido expuesta en diferentes galerías de arte de las ciudades de La Paz y Santa Cruzen Bolivia. Su trabajo presenta muchos elementos tomados del folclore local y suele calificarse como lleno de simbolismo.
En 2015, dos de sus obras fueron sustraídas de dos diferentes museos en la ciudad de La Paz, siendo encontradas y devueltas posteriormente.

## Premios y reconocimientos
- Gran premio Pedro Domingo Murillo en 1992 con la obra Teatro de los descubridores[13]
- Mención de honor en dibujo, en el concurso denominado España 90
- Premio Plurinacional de Pintura Eduardo Abaroa, 2012[14]
- Obra de vida, premio del Gobierno Autónomo Municipal de La Paz 2018[15]
- Su obra se encuentra representada en el Museo de Arte Contemporáneo Latinoamericano de Punta del Este, Uruguay.